# Francesco Angelo de Vico
 (avril 2022).
Pour les articles homonymes, voir Vico.
Francesco Angelo de Vico (né en1580 à Sassari, mort en 1648 à Madrid), est un historien italien.

## Biographie
Originaire de la Sardaigne, Francesco Angelo de Vico appartient à l'une des premières familles de ce pays. Son mérite l'élève aux principales dignités de la monarchie, et il devient, sous Philippe IV, conseiller d’État et chef de la chancellerie du royaume d'Aragon et de celui de Sardaigne. Il acquiert les fiefs de Juani, Surio, Sanaysi, Sor, Soleminis, etc., qui depuis un grand nombre d’années appartenaient à la couronne, et étaient administrés au nom du roi.

## Œuvres
Francesco Angelo de Vico est connu principalement par son Historia general de la Isla y Reyno de Sardeña (Histoire générale de l’île et du royaume de Sardaigne), Barcelone, Lorenço Déu, 1639. Elle embrasse tous les événements, à partir des époques les plus reculées jusqu’au temps où il écrit, et elle est divisée en sept parties. Dans la première se trouve une description complète de la Sardaigne, de ses provinces et de ses villes, avec des généralités sur le caractère des habitants, l’importance politique de l’île et les conséquences nécessaires de sa position maritime entre l’Italie et l’Espagne. La seconde est consacrée au récit des guerres entre les Carthaginois et les Romains, qui s’en disputèrent la possession. La troisième contient l’histoire de l’établissement du christianisme, et généralement tout ce qui se passa dans cette île depuis Auguste jusqu’à l’an 768, époque à laquelle Charlemagne la donna au Saint-Siège. Les événements événements qui suivirent cette donation jusqu’en 1297 remplissent le livre suivant. Dans le cinquième est racontée la fin de l’histoire politique depuis l’inféodation de la Sardaigne en faveur de Jacques II d'Aragon (1297), jusqu’à l’époque où l’auteur écrivait. Le sixième ne contient que l’histoire ecclésiastique et la liste des évêques de la Sardaigne. Le septième se compose du résumé des inféodations particulières. 
Le style de l’ouvrage est pur et élégant ; mais n’a pas de vigueur. Vico manque aussi de critique, et n’examine point avec assez de sagacité les monuments qui lui servent d’autorités. Un auteur sarde, appelé Michele Antonio Gazano, ministre d’État à Cagliari, a publié en italien une histoire de Sardaigne, 1777, 2 vol. in-4°, bien supérieure à celle de Vico, qu’il ne daigne pas nommer dans sa préface. Nous en avons deux publiées en français, et qui donnent de grands détails. L’une est de Dominique Albert Azuni, Paris, 1801, 2 vol. in-8°, fig. et carte ; l’autre est de Jean-François Mimaut, consul de France en Sardaigne, Paris, 1825, 2 vol. in-8°.